# Polacy w Kazachstanie
Polacy w Kazachstanie – jedna z grup narodowych Republiki Kazachstanu.

## Charakterystyka
Spis ludności Kazachstanu 2021 wykazał ponad 35 tys. obywateli narodowości polskiej (0,2% ludności republiki). Szacuje się, że liczba osób pochodzenia polskiego w Kazachstanie może wynosić ok. 100 tys.
Polacy przede wszystkim zamieszkują część północną kraju (obwód północnokazachstański, obwód akmolski, obwód kustanajski). W pierwszym z nich występował najwyższy procent ludności polskiej (17 054 osób; 2,6% ludności obwodu). Polska społeczność Kazachstanu dziś praktycznie w całości składa się z osób urodzonych w tym kraju w okresie sowieckim i postsowieckim. Dla większości tych osób językiem ojczystym jest język rosyjski. W odróżnieniu od innych słowiańskich grup republiki (Rosjanie, Ukraińcy, Białorusini), nie obserwowano znaczącej emigracji Polaków w okresie powojennym, dlatego ich udział procentowy w obwodzie północnokazachstańskim nawet się powiększył, choć sama liczba i tak spada z powodu ujemnego przyrostu naturalnego. Społeczność polska składała się z dwóch części – dobrowolnej fali przesiedleńczej z przełomu XIX wieku i XX wieku oraz z potomków ofiar deportacji (przede wszystkim Polacy z Ukrainy i Litwy, zesłani tutaj w latach 30. i 40. przez reżim komunistyczny).

## Statystyki
| Statystyka dotycząca populacji Polaków zamieszkujących obszar dzisiejszego Kazachstanu na podstawie radzieckich i kazachskich spisów powszechnych od roku 1926 | Statystyka dotycząca populacji Polaków zamieszkujących obszar dzisiejszego Kazachstanu na podstawie radzieckich i kazachskich spisów powszechnych od roku 1926 | Statystyka dotycząca populacji Polaków zamieszkujących obszar dzisiejszego Kazachstanu na podstawie radzieckich i kazachskich spisów powszechnych od roku 1926 | Statystyka dotycząca populacji Polaków zamieszkujących obszar dzisiejszego Kazachstanu na podstawie radzieckich i kazachskich spisów powszechnych od roku 1926 | Statystyka dotycząca populacji Polaków zamieszkujących obszar dzisiejszego Kazachstanu na podstawie radzieckich i kazachskich spisów powszechnych od roku 1926 | Statystyka dotycząca populacji Polaków zamieszkujących obszar dzisiejszego Kazachstanu na podstawie radzieckich i kazachskich spisów powszechnych od roku 1926 | Statystyka dotycząca populacji Polaków zamieszkujących obszar dzisiejszego Kazachstanu na podstawie radzieckich i kazachskich spisów powszechnych od roku 1926 | Statystyka dotycząca populacji Polaków zamieszkujących obszar dzisiejszego Kazachstanu na podstawie radzieckich i kazachskich spisów powszechnych od roku 1926 | Statystyka dotycząca populacji Polaków zamieszkujących obszar dzisiejszego Kazachstanu na podstawie radzieckich i kazachskich spisów powszechnych od roku 1926 | Statystyka dotycząca populacji Polaków zamieszkujących obszar dzisiejszego Kazachstanu na podstawie radzieckich i kazachskich spisów powszechnych od roku 1926 | Statystyka dotycząca populacji Polaków zamieszkujących obszar dzisiejszego Kazachstanu na podstawie radzieckich i kazachskich spisów powszechnych od roku 1926 |
| Rok | 1926 spis | 1939 spis | 1959 spis | 1970 spis | 1979 spis | 1989 spis | 1999 spis | 2009 spis | 2021 spis | |
| --- | --- | --- | --- | --- | --- | --- | --- | --- | --- | --- |
| Polacy | 3042 | 54 809 | 53 102 | 61 355 | 61 136 | 59 956 | 47 302 | 34 057 | 35 319 | |
| Polacy % | 0,1% | 0,9% | 0,6% | 0,5% | 0,4% | 0,4% | 0,3% | 0,2% | 0,2% | |

### Spis powszechny z 2021 roku[2]
Spośród 35 319 Polaków w Kazachstanie kobiety stanowiły 53,5% (18 883), mężczyźni – 46,5% (16 436). Ludność miejska wśród tej grupy etnicznej stanowi 56,5% (19 939), ludność wiejska – 43,5% (15 380). Język polski jako ojczysty wskazało 21,9% (7 737 osób). Językiem kazachskim jest w stanie posługiwać się 22,1% osób w wieku 5 lat i wyżej (7 372 osoby). Z czego 1 735 osób posługuje się nim w życiu codziennym. Nie zna kazachskiego 79,1% Polaków w Kazachstanie.
| Obwód                  | Liczba |
| ---------------------- | ------ |
| akmolski               | 8 610  |
| aktobski               | 277    |
| ałmacki                | 1 634  |
| atyrauski              | 41     |
| karagandyjski          | 4 159  |
| kustanajski            | 1 672  |
| kyzyłordyński          | 31     |
| mangystauski           | 79     |
| pawłodarski            | 1 047  |
| północnokazachstański  | 11 318 |
| turkiestański          | 45     |
| zachodniokazachstański | 164    |
| wschodniokazachstański | 360    |
| żambylski              | 246    |
| Ałmaty                 | 1 623  |
| Astana                 | 3 843  |
| Szymkent               | 170    |

## Historia

### Przesiedleńcy przełomu XIX i XX wieków
Polska kolonizacja słabo zaludnionych regionów północnego Kazachstanu rozpoczęła się jeszcze pod koniec XIX wieku. Zgodnie z danymi z rosyjskiego spisu z roku 1897, na obszarze rosyjskiej Azji Środkowej mieszkało już 11 597 Polaków. Osiedlali się oni przede wszystkim w miastach (ok. 90%). Wiadomo także, że emigracja ekonomiczna bezrolnego chłopstwa polskiego z obszaru Kongresówki na przełomie wieków kierowała się także do Kazachstanu. Nieliczni chłopi z guberni kieleckiej i lubelskiej w latach 1906–1910 przesiedlili się w głąb Imperium Rosyjskiego: do guberni orenburskiej, omskiej, kraju iszymskiego, i do pozostałych części Syberii Zachodniej. Znaczącą rolę odegrała w tym reforma Piotra Stołypina.

### Stalinowskie deportacje Polaków do Kazachstanu
Deportacje odbywały się w latach 1934–1936 oraz 1940–1941, wówczas Polaków osiedlano w rejonie miast Akmolińska, Kustanaja, Kokczetawu, Krasnoarmiejska, Pietropawłowska, na tych obszarach powstawały miejscowości nazywanie przez Polaków własnymi nazwami, np. Kalinówka, Wiśniówka, Jasna Polana, Zielony Gaj, Konstantinówka.

## Charakterystyka osiedlenia
W obwodzie północnokazachstańskim Polacy mieszkają w stosunkowo małym rozproszeniu. W rejonie Tajnysza obserwowany jest najwyższy procent Polaków w statystykach, gdzie było ich (2004, dane szacunkowe) 22,82% (13 783 osób), ustępując w liczebności jedynie Kazachom (25,4%) oraz prześcigając Rosjan (21,72%). We wszystkich pozostałych rejonach obwodu, w tym w mieście Pietropawłowsk, procent Polaków nie przekracza 1%.

## Domy Polskie
W Kazachstanie działają Domy Polskie.
- Dom Kultury Polskiej w Czkałowie (obwód północnokazachstański, rejon Tajynsza)
- Dom Polski im. Jana Pawła II w Jasnej Polanie (obwód północno-kazachstański, rejon Tajynsza)
- Rejonowe Centrum Kultury Polskiej w Pierwomajce (obwód akmolski, rejon Astrachan)
- Dom Polski w Tarazie (obwód żambylski)